# Електронний суд
Електронний суд — інформаційна технологія, яка дозволяє здійснювати судовий процес із застосуванням електронних засобів комунікації та автоматизованих систем. Ця технологія покликана підвищити ефективність, прозорість, швидкість і доступність правосуддя, а також зменшити паперовий документообіг і спростити доступ громадян та юридичних осіб до суду.

## Основні елементи
Електронне судочинство — процесуальні дії в електронній формі, включаючи подання позовних заяв, клопотань, апеляційних скарг, обмін процесуальними документами та іншими матеріалами справи.
Електронний документообіг — система цифрового обігу судових документів, яка дозволяє подавати, отримувати та зберігати судові документи в електронному вигляді.
Дистанційні судові засідання — проведення судових засідань через відеоконференції або інші засоби електронної комунікації.
Автоматизовані системи судових рішень — спеціалізоване програмне забезпечення, яке може застосовуватись для попереднього аналізу матеріалів справи, формування типових рішень та контролю за дотриманням процесуальних термінів.

## Переваги електронного суду
- Зниження витрат на паперовий документообіг.
- Підвищення швидкості розгляду справ.
- Покращення доступності правосуддя, зокрема для осіб з інвалідністю чи обмеженою мобільністю.
- Посилення прозорості судового процесу через публічний доступ до електронних судових рішень.
- Зменшення корупційних ризиків завдяки автоматизації процедур.

## Виклики та ризики
- Впровадження електронного суду може супроводжуватись такими проблемами, як ризики інформаційної безпеки та захисту персональних даних.
- Недостатня цифрова грамотність громадян і суддів.
- Можливість технічних збоїв, які можуть впливати на процесуальні терміни та якість судового процесу.